# Mežerli
Mežerli (tudi mežerle ali mažerli) je koroška jed, povezana s kolinami ob zakolu prašiča v poznem jesenskem ali zimskem času.
Jedli so jih na romanjih, krstih, porokah in sedminah.
Ime jedi je avstrijsko-bavarskega izvora. Na Avstrijskem Koroškem se njena različica imenuje »maiserl«, gre za v svinjsko mreno zavite kepice, podobno kot mavželjni. Maiserl na Bavarskem poznajo pod imenom »saumaise«, kar je v mreno nadevana mleta ali nasekljana drobovina ter meso iz glave.
Leta 2010 je bil mežerli upodobljen na slovenski znamki v vrednosti 0,49 evra (serija Z žlico po Sloveniji). Fotografijo je posnel Tomo Jeseničnik, znamko pa je oblikoval Edi Berk. Priprava mežerlov je bila leta 2024 vpisana v slovenski Register nesnovne kulturne dediščine.

### Sestavine in priprava
Nadrobljen kruh se popari z mlekom, nato se doda kuhano in na drobno narezano drobovino (pljuča brez goltancev, ledvica in srca), jajca, mast, praženo čebulo, kislo smetano in začimbe (poper, majaron, timijan). Mešanico se speče v pečici.
Po starejših virih so mežerli pripravljali tudi iz ovčje in telečje drobovine.

## Sorodne jedi
- Mavželj